# Lasioglossum jameseae
Lasioglossum jameseae är en biart som först beskrevs av Cockerell 1933.  Lasioglossum jameseae ingår i släktet smalbin, och familjen vägbin. Inga underarter finns listade i Catalogue of Life.